# مندوكة صاعقة
مندوكة صاعقة (الاسم العلمي: Manduca brontes) هي نوع من الحشرات تتبع جنس المندوكة من فصيلة عثث أبو الهول.